# Suxameton

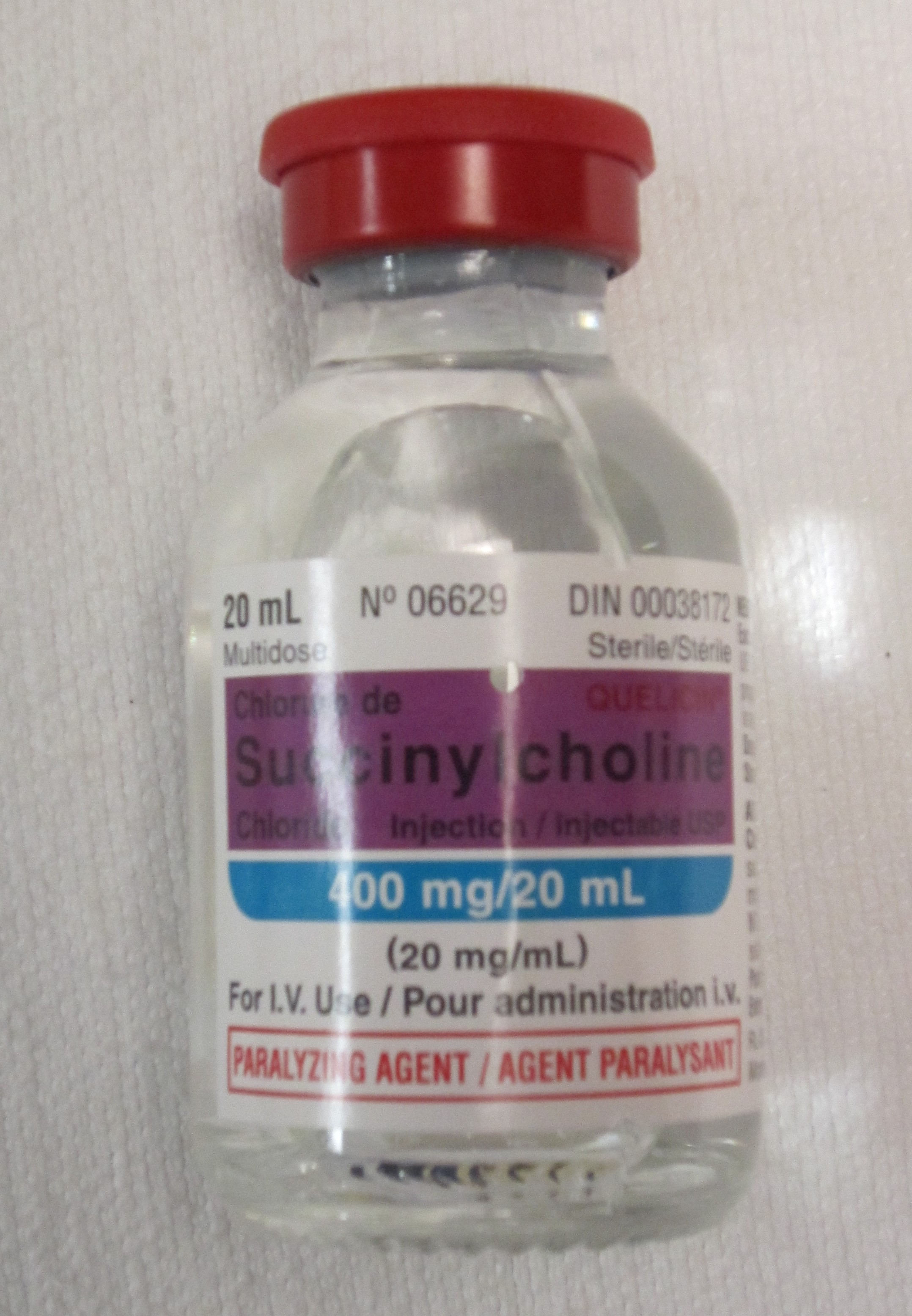
En flaska med Suxametoniumklorid.

Suxametoniumklorid, eller bara suxameton, är ett muskelavslappnande medel som används i samband med narkos och ECT (elektrokonvulsiv behandling). I Sverige går suxameton under varunamnet Celocurin.